# نيو ورلد
نيو ورلد (بالإنجليزية: New World)‏ هي لعبة تقمص الأدوار كثيفة اللاعبين على الإنترنت من تطوير أمازون غيمز ستوديوز وصدرت في 28 سبتمبر 2021.